# Karlins
Karlins ist ein Ortsteil der Gemeinde Böhen im schwäbischen Landkreis Unterallgäu.
Der Weiler liegt circa zwei Kilometer nördlich von Böhen und ist über die Kreisstraße MN 18 zu erreichen.

## Baudenkmäler
Siehe auch: Liste der Baudenkmäler in Karlins
- Katholische Kapelle St. Maria